# (6119) Hjorth
(6119) Hjorth es un asteroide perteneciente al cinturón de asteroides, región del sistema solar que se encuentra entre las órbitas de Marte y Júpiter, más concretamente a la familia de Eunomia, descubierto el 6 de diciembre de 1986 por Poul Jensen desde el Observatorio Brorfelde, Holbæk, Dinamarca.

## Designación y nombre
Designado provisionalmente como 1986 XH. Fue nombrado Hjorth en homenaje a Jens Hjorth, profesor de astrofísica en la Universidad de Copenhague desde 2004.

## Características orbitales
Hjorth está situado a una distancia media del Sol de 2,614 ua, pudiendo alejarse hasta 2,929 ua y acercarse hasta 2,299 ua. Su excentricidad es 0,120 y la inclinación orbital 11,66 grados. Emplea 1543,80 días en completar una órbita alrededor del Sol.

## Características físicas
La magnitud absoluta de Hjorth es 12,9. Tiene 6,414 km de diámetro y su albedo se estima en 0,326. 